# مارتا دوماچووسکا
 مارتا دوماچووسکا (انگلیسی: Marta Domachowska؛ زادهٔ ۱۶ ژانویهٔ ۱۹۸۶) یک تنیس‌باز اهل لهستان است.